# Badljevina
Badljevina je naselje u sastavu grada Pakraca, u Požeško-slavonskoj županiji.

## Zemljopisni položaj
Nalazi se na 45° 30' 42" sjeverne zemljopisne dužine i 17° 11' 34" istočne zemljopisne dužine, na 155 metara nadmorske visine.

## Promet
Nalazi se na državnoj cesti D26, Sv. Ivan Zelina - Vrbovec - Čazma - Garešnica - Badljevina.

## Povijest
Za Badljevinu se nešto čulo više za Domovinskog rata, kada je hrvatskim specijalnim postrojbama u Pakracu stigla pomoć. Onda se prva dragovoljačka postrojba iz Koprivnice - "Stričeva grupa", zaputila u Pakrac, a s ostalim se hrvatskim snagama srela 21. kolovoza 1991. na prometnici između Pakraca i Badljevine, za vrijeme neprijateljske minobacačke paljbe.

## Stanovništvo
Prema popisu stanovništva iz 2011. godine Badljevina je imala 733 stanovnika.
| broj stanovnika | 350   | 572   | 633   | 811   | 832   | 873   | 927   | 1014  | 1052  | 1256  | 1193  | 1041  | 839   | 828   | 843   | 733   | 597   |
|                 | 1857. | 1869. | 1880. | 1890. | 1900. | 1910. | 1921. | 1931. | 1948. | 1953. | 1961. | 1971. | 1981. | 1991. | 2001. | 2011. | 2021. |

## Vanjske poveznice
- Badljevina